# 웹 워커
웹 워커(web worker)는 W3C(World Wide Web Consortium) 및 WHATWG(Web Hypertext Application Technology Working Group)에서 정의한 요소이자, HTML 페이지에서 실행되는 자바스크립트 스크립트로, 스크립트와는 별도로 백그라운드에서 실행된다. 동일한 HTML 페이지에서 실행된다. 웹 워커는 멀티 코어 CPU를 더 효과적으로 활용할 수 있는 경우가 많다.
W3C와 WHATWG는 웹 워커를 클릭이나 기타 사용자 상호 작용에 응답하는 스크립트에 의해 중단되지 않는 장기 실행 스크립트로 구상한다. 이러한 작업자가 사용자 활동으로 인해 방해받지 않도록 하면 웹 페이지가 백그라운드에서 긴 작업을 실행하는 동시에 응답성을 유지할 수 있다.
웹 워커 사양은 HTML 리빙 스탠더드(Living Standard)의 일부이다.